# Demsin
Demsin este o comună din landul Saxonia-Anhalt, Germania.